# Heliura flavopunctata
Heliura flavopunctata là một loài bướm đêm thuộc phân họ Arctiinae, họ Erebidae.